# Szendrőlád
Szendrőlád es un pueblo ubicado en el distrito de Edelény, condado de Borsod-Abaúj-Zemplén, Hungría.

## Superficie
Posee una superficie de 17,70 kilómetros cuadrados.

## Demografía
Hasta 2022 la población era de 2025 habitantes, con una densidad de población de 114,4 habitantes por kilómetro cuadrado.